# Среднеохтинский проспект
Среднео́хтинский проспект  — проспект в Санкт-Петербурге, проходящий от Красногвардейской площади до Апрельской улицы, где он стыкуется с Полюстровским проспектом. Нумерация домов ведётся от Красногвардейской площади.

## История
Ещё в XIV веке на территории современной Большой Охты появилось поселение Невское Устье, которое во время шведского владения называлось Ниен (Ниеншанц). Среднеохтинский проспект в своей начальной части проходит по территории этого поселения.
В феврале 1720 года Пётр I издал указ об основании на Охте плотничьей слободы. В 1721 году при впадении реки Охты в Неву, на месте бывшей шведской крепости Ниеншанц было создано поселение и построено пятьсот изб для собранных из разных губерний ремесленников, которые были обязаны участвовать в адмиралтейских работах, за это они были освобождены ото всех податей и получали плату. Эти мастеровые были приписаны к Партикулярной верфи. Формально они считались «вольными плотниками», но в действительности находились на положении крепостных. Заниматься иным промыслом они не имели права, равно как и отлучаться из слободы, не дав поруки о том, что возвратятся. Даже жениться «вольные плотники» могли только на охтинских девушках, а девушки не имели права выходить замуж за «посторонних». Покинуть слободу и выйти в другие звания разрешалось лишь после шестидесяти лет.
Именно в это время в пределах плотничьей слободы стали появляться улицы, одна из которых наметила начало современного Среднеохтинского проспекта. Её первое название — Задний Охтинский проспект.
Начиная с 1858 года в связи с Крестьянской реформой и последующей отменой крепостного права жизнь населения района стала меняться. Охтинцы освобождались от обязательных адмиралтейских работ, им разрешалось продавать недвижимость. На Охте стало увеличиваться население, появилась новая застройка. Именно в 1850-х годах появились Большой и Средний Охтенские проспекты — будущие Большеохтинский и Среднеохтинский. Позже названия видоизменялись, проспект назывался Средне-Охтенским, Среднеохтенским.

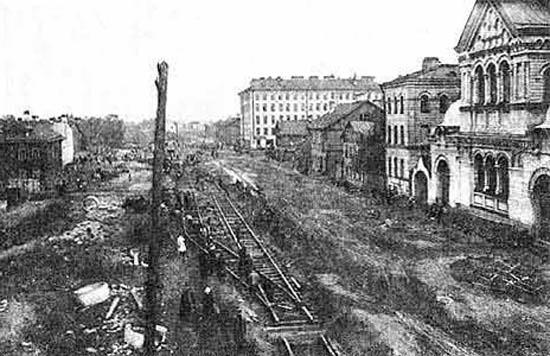
Прокладка трамвайных рельсов по Среднеохтинскому проспекту

В 1898 году территорию на углу Среднеохтинского проспекта и Панфиловой улицы приобрёл Коневский монастырь, и здесь было устроено подворье. В 1902 году при подворье по проекту архитектора В. И. Баранкеева была построена небольшая шатровая часовня. В 1906—1908 годах по проекту архитектора Н. Н. Никонова рядом с часовней возвели церковь в русском стиле.
В 1920-е годы на проспекте были проложены рельсы и начали движение трамваи. Церковь во имя святого Василия Великого и Успения Божией Матери Коневского подворья была разобрана в 1933 году, на её месте построен жилой дом.
После окончания Великой Отечественной войны, в 1945—1950 годах кварталы вокруг проспекта были реконструированы и озеленены. В 1950-х годах здесь было построено большое количество «сталинских» жилых домов под руководством архитектора А. К. Барутчева. В то же время в районе проспекта стали появляться здания типовых проектов. В 1956 году было официально утверждено название проспекта — Среднеохтинский.

## Достопримечательности

скульптура «Голубь Экзюпери» у библиотеки им. Гоголя

- Сад «Нева» в начале проспекта. 6 июня 2003 года в парке была открыта скульптурная композиция «Охтенка» — памятник финке-ингерманладке, коренной жительнице этих земель (скульпторы В. Д. Свешников, Я. Я. Нейман и С. М. Короленко). На гранитном постаменте установлена бронзовая скульптура женщины-молочницы высотой 2,5 м.
- Дом 8 — Центральная районная библиотека имени Н. В. Гоголя. В сквере у библиотеки в 2010 году установлена скульптура «Голубь Экзюпери» (скульптор Т. Трошин). Скульптура выполнена из гранита, её высота 1,6 м.
- Сквер Георга Отса.

## Пересечения
Проспект пересекает следующие улицы (с севера на юг):
- Апрельская улица
- Крюкова улица
- шоссе Революции
- Синявинская улица
- Краснодонская улица
- Большая Пороховская улица
- Панфилова улица
- улица Малыгина
- Гусева улица
- Тарасова улица
- улица Александра Ульянова
- Цимлянская улица
- улица Молдагуловой
- Шепетовская улица
- Конторская улица
- проспект Шаумяна
- Якорная улица

## Транспорт
Ближайшая к Среднеохтинскому проспекту станция метро — «Новочеркасская» 4-й (Правобережной) линии.
По проспекту проходит трамвайная линия.